# Céline Deldebat de Gonzalva
Céline Deldebat de Gonzalva, née le 4 mai 1860 à Londres et morte le 22 novembre 1949 à Paris 4e est une peintre française.

## Biographie
Henriette Mathilde Célinie Gonzawa est la fille d'Henri Gonzawa, fabricant de plumes et d'Amélie Strauss, fleuriste.
En 1897, elle épouse Alexandre François Deldebat, Albert Kaempfen est témoin du mariage.
Élève de Jean-Jacques Henner et Carolus Duran, elle expose en 1929 au Salon des artistes français dont elle est sociétaire, la toile Tête d'étude. 
Domiciliée rue Saint-Roch, elle meurt place du parvis à l'âge de 89 ans.

## Prix Deldebat de Gonzalva
Prix biennal de quatre cents francs, qui sera attribué par le Comité de Peinture à un artiste peintre, homme ou femme, intéressant par sa situation et son talent.

### Lauréats
Liste non-exhaustive :
- 1930 : Olivier Flornoy (1894-1962)
- 1932 : André-Léon Vivrel (1886-1976)
- 1934 : Marie-Jeanne Lagarde-Brochot (1888-1938)
- 1936 : Yvonne Carro (1895-1946)
- 1938 : Paul Eychart (1915-2005)
- 1941 : Thérèse Gaudrion (1880-1954)
- 1943 : Isabelle Gelée
- 1944 : Marius Besson